# Dmitri Zoubarev
Pour les articles homonymes, voir Zoubarev.
Dmitri Nikolaïevitch Zoubarev (russe : Дми́трий Никола́евич Зу́барев), né le 27 novembre 1917, décédé le 29 juillet 1992, est un physicien théoricien connu pour ses travaux en mécanique statistique, thermodynamique hors équilibre, physique des plasmas, théorie de la turbulence et ses travaux sur le problème à N corps.

## Biographie
Dmitri Zoubarev est diplômé de la faculté de physique de l'université d'État de Moscou en 1941. Il rejoint alors le corps des volontaires de l'armée soviétique et participe à la bataille de Moscou. Il termine la guerre à Berlin avec la 47e armée du premier front biélorusse.
Après la guerre, il travaille au centre de recherches Institut panrusse de recherche scientifique en physique expérimentale, plus connu sous le nom d'Arzamas-16, à Sarov où il côtoie Andreï Sakharov. Ses travaux portent sur la physique des plasmas et les réacteurs nucléaires.
En 1954, il rejoint l'Institut de mathématiques Steklov à Moscou où fera toute sa carrière en compagnie de Nikolaï Bogolioubov. Ses travaux en mécanique statistique lui valent une renommée internationale.

## Distinctions
- Membre du comité éditorial du journal Theoretical and Mathematical Physics,
- membre du comité de rédaction de Physica A et Physics Letters A.

## Ouvrages
- (en) D.N. Zubarev, Nonequilibrium Statistical Thermodynamics, Springer, 1974 (ISBN 0-306-10895-X).
- (en) D.N. Zubarev, V. Morozov et G. Röpke, Statistical Mechanics of Nonequilibrium Processes: Basic Concepts, Kinetic Theory, Academie Verlag, 1996 (ISBN 9-783-05501-708-7)
- (en) D.N. Zubarev, V. Morozov et G. Röpke, Statistical Mechanics of Nonequilibrium Processes: Relaxation and Hydrodynamic Processes, Academie Verlag, 1997